# Ruth Mackenzie
Ruth Mackenzie (née en juillet 1957 en Afrique du Sud) est une personnalité du monde des arts et du spectacle, qui a été directrice artistique du Holland Festival avant d'occuper le même poste au Théâtre du Châtelet à Paris, de 2017 à 2020. 
Auparavant, elle a été directrice générale du Scottish Opera. Ancienne officier de théâtre au Arts Council, elle a été directrice exécutive du Nottingham Playhouse de 1990 à 1997, année où elle a rejoint le Scottish Opera. Elle a été directrice artistique du Chichester Festival Theatre de 2003 à 2005 aux côtés de Steven Pimlott et Martin Duncan. Mackenzie a été nommé membre de l'Ordre de l'Empire britannique en 1995 . Elle a été directrice du London 2012 Festival, le programme culturel officiel des Jeux olympiques de Londres 2012, pour lequel elle a été nommée CBE (distinction honorifique). 
Le 27 mars 2019 elle présente sa première programmation au théâtre du Châtelet depuis l'hôtel de ville de Paris. En août 2020, elle est démise de ses fonctions par le conseil d'administration de l'institution parisienne. 